# エスコンディードモスク放火事件
エスコンディードモスク放火事件（エスコンディードモスクほうかじけん）は、2019年3月24日（現地時間）に発生し、アメリカ合衆国カリフォルニア州のエスコンディードにあるイスラム教施設が狙われた放火事件である。火災は火の手が広がる前に消し止められ、死傷者はいなかった。 
ニュージーランドで発生したクライストチャーチモスク銃乱射事件へ言及する落書きがモスク内の私道で見つかったことから、警察はこの事件をテロ攻撃とみなしていた。1か月以上もの間、被疑者は特定されなかったが、近隣のパウウェイで4月27日にパウウェイ・シナゴーグ銃撃事件を起こしたジョン・Ｔ・アーネスト（John T. Earnest）が、インターネット上で本放火事件の犯行を認めた。

## 事件
被害に遭ったモスクは、元々教会として建てられたものをモスクに改装して設立された。 
2019年3月24日午前3時15分、ダール・ル・アルカム・モスク (Dar-ul-Arqam mosque) は放火された。放火当時、7人がモスク内におり、そのうちの1人は寝ていなかった。煙のにおいを感じた彼らは火を消し止めることを決意し、火が燃え広がらないうちに消し止めることに成功した。建物に大きな損傷はなく、死傷者も出なかった。一方、屋外の人も建物の火に気づき、消防を呼んだ
モスクの監視カメラは、駐車場の門のカギを破壊して侵入する人の様子を録画していた。エスコンディード市警察の警部補はメディアの取材に対して、被疑者はまだ特定されていない。火災は科学的な要因により発生したようだと語った。また警察は、ニュージーランドのクライストチャーチモスク銃乱射事件に関する落書きが駐車場で見つかったと発表した。 
火災捜査官、サンディエゴ郡保安官の爆弾/放火対策部隊、連邦捜査局、アルコール・タバコ・火器及び爆発物取締局らはこの事件を、放火および憎悪犯罪として捜査していた。警察官は、当初、現場に残された落書きの正確な言い回しを明かしていなかったが、後に "For Brenton Tarrant -t. /pol/"と落書きされていたことが明かされた。 

## 反応
エスコンディードにおけるイスラムコミュニティのスポークスマンであるユセフ・ミラー（Yusef Miller）は、この地域に住んでいるイスラム教徒は身の回りに気を付けるようにと警告した。
アメリカ・イスラム関係評議会のサンディエゴ事務所事務局長であるダスティン・クラウン（Dustin Craun）は、攻撃を非難し、警察にモスク周辺の警備を増強し、カリフォルニア州内のイスラム教施設を保護するように求めた。 
また、同評議会は数百ものモスクとオンライン会議を開き、セキュリティを強化するように促した。  
モスクを再建するための費用の寄付を募るため、クラウドファンディングサイトに案件が設定された。この案件では250人を超えるサポーターが合計5,000ドル以上を寄付したが、最終目標とされた20,000ドルには届かなかった。   